# Number one (絢香單曲)
《number one》為日本歌手絢香於2014年2月12日發行的第12張單曲。

## 簡介
- 本作與前作《beautiful/小小的腳印》相隔約一年。
- 本作的標題曲〈number one〉為富士電視台系列轉播的「2014年冬季奧林匹克運動會」主題曲，對於本曲絢香表示：「以全力將加油吶喊送出！用這樣的心情創作的……」[1]。
- B面曲〈Through the ages〉原為絢香提供給英國歌手Gabrielle Aplin演唱《黑執事》的電影主題曲，而後拿來自己翻唱。

## 發行版本
- CD+DVD
- CD ONLY
- CD+豪華24P FC會報號外【粉絲俱樂部限定盤】

## 曲目
- 全作詞、曲：絢香

### CD
1. number one
  - 富士電視台系列「2014年冬季奧林匹克運動會」主題曲
2. Through the ages（自己翻唱 ver.）
3. 開始的時刻（はじまりのとき）（2013/11/19 日本武道館Live ver.）

### DVD
1. number one（MUSIC VIDEO）
2. number one（MAKING VIDEO）